# Simone Hauswald
 Simone Hye-Soon Hauswald, född Denkinger 3 maj 1979 i Rottweil, Västtyskland, är en tysk före detta skidskytt. Hauswalds far är från Tyskland och hennes mor är från Sydkorea. 2008 vann hon sin första världscupseger i Hochfilzen.
Under världscuptävlingarna i Holmenkollen 2010 vann Hauswald alla tre deltävlingar, vilket är mycket ovanligt.
Hauswald tog hem bronsmedaljen i masstart vid OS 2010 i Vancouver efter Olga Zaitseva som vann silvret och Magdalena Neuner som vann guldet.
Hauswald slutade karriären säsongen 2010/2011.

## Meriter
VM 
- 2003 
  - Stafett (Chanty-Mansijsk) – brons
- 2004
  - Stafett (Oberhof) – brons
- 2009
  - Sprint (Pyeongchang) – silver
  - Mixstafett (Pyeongchang) – brons

 Junior-VM 
- 1998
  - Distans – guld
- 1999
  - Stafett – guld
  - Distans – silver

 OS 
- 2010
  - Masstart (Vancouver) - brons
  - Stafett (Vancouver) - brons

Världscupen
- 2008: 
  - Sprint (Hochfilzen) - 1:a

- 2009: 
  - Masstart (Chanty-Mansijsk) - 1:a
  - Distans (Vancouver) - 1:a

- 2010: 
  - Sprint (Oberhof) - 1:a
  - Sprint (Holmenkollen) - 1:a
  - Masstart (Holmenkollen) - 1:a
  - Jaktstart (Holmenkollen) - 1:a